# Strouhal-Zahl
Die Strouhal-Zahl {\displaystyle {\mathit {Sr}}} ist eine in der Strömungsmechanik verwendete dimensionslose Kennzahl. Bei instationären Strömungsvorgängen kann aus ihr die Ablösefrequenz von Wirbeln bestimmt werden, wie sie beispielsweise bei einer Kármánschen Wirbelstraße zu beobachten sind. Sie ist nach dem tschechischen Physiker Vincent Strouhal (1850–1922) benannt, der sie 1878 erstmals benutzte.

## Definition und Werte

Kármánsche Wirbelstraße hinter einem umströmten Zylinder

Die Strouhal-Zahl ist definiert als:
{\displaystyle {\mathit {Sr}}={\frac {f\cdot L}{v}}}
mit
- Wirbelablösefrequenz {\displaystyle f}
- Größe {\displaystyle L} des umströmten Hindernisses, z. B. Durchmesser eines Zylinders
- Strömungsgeschwindigkeit {\displaystyle v}.

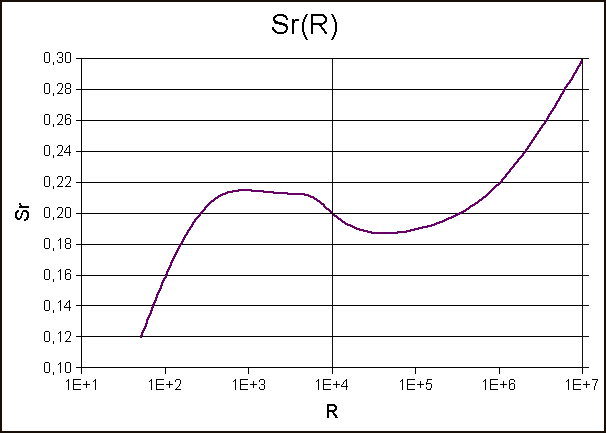
Abhängigkeit der Strouhal-Zahl von der Reynolds-Zahl für einen langen Zylinder

Das Diagramm zeigt die Abhängigkeit der Strouhal-Zahl von der Reynolds-Zahl bei einem umströmten Zylinder. Für die meisten praktischen Anwendungen gilt die Näherung:
{\displaystyle {\mathit {Sr}}\approx 0{,}21.}
Damit kann die Frequenz der Wirbelablösung berechnet werden:
{\displaystyle f={\frac {{\mathit {Sr}}\cdot v}{L}}}

## Beispiele
Bläst Wind mit einer Geschwindigkeit von 20 m/s um ein Kabel mit einem Durchmesser von 0,01 m, so hört man das Singen der Drähte, auch Äolstöne genannt, mit einer Frequenz von 0,21 · 20 m/s : 0,01 m = 420 Hz.